# Cadrawd Calchfynydd
Cadrawd Calchfynydd  est un souverain brittonique du Hen Ogledd au VIe siècle.

## Contexte
Cadrawd ou Cadrod Calchfynydd, est mentionné comme un des fils de Cynwyd Cynwydion dans le Bonedd Gwŷr y Gogledd. Dans le Bonedd y Saint il apparaît comme le père de Yspwys et l'ancêtre des saints Tegvan et Elian Geimiad. Saint Tegvan d'Anglesey, est le fils de Caerclydwys, fils de Cyngu, fils d'Yspwys, fils de  Cadrawd alchvynydd; et Cenau, fille de Tewdwr Mawr, était sa mère. Son épouse est réputée être Gwrygon Goddeu ferch Brychan.
Son royaume de Calchfynydd a été identifié par William Forbes Skene avec Kelso dans le Tweeddale près de Roxburgh, en Écosse. Le nom signifie littéralement montagne de chaux et il y a encore une colline à Kelso nommée Chalk Heugh A comparer avec le   galchuynyd mentionné dans le Livre de TaliesinI Il semble qu'il ait perduré jusqu'à l'époque de la Bataille de Degsastan

## Sources
- (en) Peter Bartrum, A Welsh Classical Dictionary : People in History and Legend Up to about A.D. 1000, Aberystwyth, National Library of Wales, 1993, 649 p. (ISBN 978-0-907158-73-8), p. 89 CADROD CALCHFYNYDD ap CYNWYD CYNWYDION. (550)
- (en) Tim Clarkson, The Men of the North. The Britons of southern Scotland, Édimbourg, John Donald, 2010, 230 p. (ISBN 978-1-906566-18-0), p. 33,36,99,116